# 犬齒鱷屬
犬齒鱷屬（屬名：Cynodontosuchus）是鱷形超目包魯鱷科的一屬，化石發現於阿根廷的Bajo de la Carpa地層組，地質年代約為桑托階，以及Pichi Picun Leufu地層組，地質年代約為康尼亞克階與桑托階。在1896年，古生物學家亞瑟·史密斯·伍德沃德（Arthur Smith Woodward）命名犬齒鱷屬，當時歸類於西貝鱷亞目（Sebecosuchia），是當時第一個發現的非新生代西貝鱷類。
正模標本是一個不完整口鼻部、關節連接的下頜。上頜骨的第二顆牙齒大型、呈鐮刀狀。前上頜骨、上頜骨牙齒之間有齒縫，當犬齒鱷咬合時，下頜的大型牙齒會嵌入上頜的齒縫裡。根據這些特徵，犬齒獸被歸類於科。1996年有研究提出犬齒鳄是包魯鱷属的次異名。但犬齒鱷有5顆上頜牙齒、口鼻部較扁，這些特徵與包魯鱷属|不同。